# Meganisi (gmina)
Meganisi (gr. Δήμος Μεγανησίου, Dimos Meganisiu) – gmina w Grecji, w administracji zdecentralizowanej Peloponez, Grecja Zachodnia i Wyspy Jońskie, w regionie Wyspy Jońskie, w jednostce regionalnej Leukada. W jej skład wchodzi między innymi wyspa Meganisi. Siedzibą gminy jest Katomeri. W 2011 roku liczyła 1041 mieszkańców.